# Kurzia nemoides
Kurzia nemoides là một loài rêu tản trong họ Lepidoziaceae. Loài này được (Hook. f. & Taylor) Grolle miêu tả khoa học lần đầu tiên năm 1963.